# دي جي كامبل
دي جي كامبل (بالإنجليزية: DJ Campbell)‏ (و. 1981  م) هو لاعب كرة قدم بريطاني، ولد في هامرسميث، مركز لعبه هو مهاجم.

## روابط خارجية
- دي جي كامبل على موقع قاعدة بيانات كرة القدم.إي يو (الإنجليزية)
- دي جي كامبل على موقع Soccerbase.com (لاعب) (الإنجليزية)
- دي جي كامبل على موقع Soccerway.com (الإنجليزية)
- دي جي كامبل على موقع عالم كرة القدم.نت (الإنجليزية)